# Estadi Royal Bafokeng
L'Estadi Royal Bafokeng és un estadi de futbol i rugbi situat a Rustemburg, Sud-àfrica, que serà una de les seus de la Copa Africana de Nacions, i que fou també seu de la Copa del Món de futbol 2010, on es disputaren cinc partits de la primera fase. El propietari del camp és la Royal Bafokeng Nation. La seva capacitat total és de 42.000 espectadors. La seva inauguració data de l'any 1999.

## Copa del món de futbol de 2010
Partits del torneig que es varen jugar a l'estadi:
Primera fase
- 12 de juny: Anglaterra - Estats Units.
- 15 de juny: Nova Zelanda - Eslovàquia.
- 19 de juny: Ghana - Austràlia.
- 22 de juny: Mèxic - Uruguai.
- 24 de juny: Dinamarca - Japó.

Vuitens de final
| Estats Units     | 1 - 2 (pròrroga) | Ghana                 |
| ---------------- | ---------------- | --------------------- |
| Donovan 62' (p.) | Fitxa            | Boateng 5' · Gyan 93' |